# Emil Tokarz
Emil Franciszek Tokarz (ur. 6 października 1944 w Chodorowie) – polski językoznawca, slawista, nauczyciel akademicki związany ze śląskimi uczelniami wyższymi.

## Życiorys
W 1968 ukończył studia i uzyskał tytuł magistra w instytucie slawistyki Uniwersytetu Jagiellońskiego w Krakowie. W tym samym roku po raz pierwszy pojechał do Słowenii, gdzie uczestniczył w Seminarium słoweńskiego języka, literatury i kultury. Właśnie wtedy podjął decyzję o studiowaniu języka słoweńskiego.
W roku akademickim 1969/70 otrzymał stypendium i na Wydziale Humanistycznym w Lublanie ukończył studia podyplomowe (mentor: prof. dr Jože Toporišič). Zaraz po powrocie do Polski, Emil Tokarz założył lektorat języka słoweńskiego na Uniwersytecie Mikołaja Kopernika w Toruniu, po przeprowadzce do Katowic w 1973 założył również lektorat na Uniwersytecie Śląskim. W 1990 prof. dr hab. Emil Tokarz przeorganizował Katedrę Filologii Słowiańskiej na Uniwersytecie Śląskim w Instytut Filologii Słowiańskiej, zapoczątkowując niezwykle dynamiczny rozwój ośrodka. Dwukrotnie kierował Instytutem w latach 1981–1985 oraz 1989–2001. W 1990 zlikwidował „jugoslawistykę” i powołał samodzielne filologie: macedonistykę, kroatystykę i pierwszą w Polsce słowenistykę.
W pracy magisterskiej pisał o języku serbsko-chorwackim. Pracę doktorską pt. Konstrukcje parataktyczne w języku słoweńskim (Parataksa v slovenskem jeziku) obronił na Wydziale Humanistycznym Uniwersytetu Mikołaja Kopernika w Toruniu w 1973 (promotor: prof. dr hab. Leszek Moszyński)
W latach 1984–1988 studiował językoznawstwo ogólne i informatykę oraz językoznawstwo romańskie na Uniwersytecie Pascala w Clermont-Ferrand we Francji. W 1987 uzyskał habilitację w Wyższej Szkole Pedagogicznej w Opolu. Od roku 1991 jest profesorem zwyczajnym języka słoweńskiego oraz innych języków południowosłowiańskich na Uniwersytecie Śląskim w Katowicach. W 1998 otrzymał tytuł profesora, a w 2000 tytuł profesora zwyczajnego.
W Instytucie Filologii Słowiańskiej UŚ pracował do 2002. W 2002 przeniósł się do Akademii Techniczno-Humanistycznej w Bielsku-Białej, gdzie stworzył Katedrę Studiów Środkowoeuropejskich. W 2006 został wybrany prorektorem ds. nauki i spraw ogólnych ATH. Jest też dziekanem Wydziału Humanistyczno-Społecznego. Analizuje przede wszystkim słoweńską składnię i leksykę, w swoich książkach i rozprawach bada polsko-południowosłowiańskie zagadnienia morfologiczne.
Małżeństwo Bożena i Emil Tokarzowie założyli w Polsce Towarzystwo polsko-słoweńskie. Zachęcają studentów do studiowania słowenistyki na wydziałach, z którymi współpracują. Twierdzą, że Słowenia przyciąga mieszkańców krajów północnych swoją historią i osiągnięciami cywilizacyjnymi w dziedzinie nauki i kultury. Uniwersytet Śląski w Katowicach każdego roku przyjmuje na Wydziale Slawistyki około dziewięćdziesięciu studentów, podobnie Akademia Techniczno-Humanistyczna w Bielsku-Białej, w Warszawie i Łodzi łącznie około sześćdziesięciu. Zainteresowanie językiem słoweńskim istnieje również na studiach magisterskich. Lektoraty języka słoweńskiego funkcjonują również na wydziałach w Krakowie, Gdańsku, Toruniu i Poznaniu. 
W 2007, ze względu na wszechstronną, rzetelną i długotrwałą pracę w jednoczeniu polskiej i słoweńskiej literatury i języka, Emil Tokarz wraz z małżonką, otrzymali międzynarodową Nagrodę Pretnara za promocję literatury i kultury słoweńskiej w Polsce. Państwo Tokarzowie osobiście poznali dr Tone Pretnara, którego imię nosi nagroda.

## Dzieła

### Opracowania monograficzne
- Budowa słowotwórcza przysłówków serbsko-chorwackich na podstawie Słownika Vuka Stefanovicia Karadžicia. Zeszyty Naukowe UMK. z. 38. Filologia Polska. Toruń 1970, s. 192-222.
- Składnia zdań złożonych współrzędnie w języku słoweńskim. Prace naukowe Uniwersytetu Śląskiego w Katowicach nr 152. Wyd. UŚ Katowice 1977. ss.67.
- Nomina actionis we współczesnym języku słoweńskim. Prace naukowe Uniwersytetu Śląskiego w Katowicach nr 864. Wyd. UŚ. Katowice 1987, ss. 100.
- Pułapki leksykalne. Słownik aproksymatów polsko-bułgarskich. Red. nauk. E. Tokarz. (jednocześnie współautorstwo z M. Karpaczewą i Ch. Symeonową). Wyd. Śląsk. Katowice 1994. ss.708.
- Douwe Fokkema. Wyd. UŚ. Katowice 1995. (współautor T. Miczka).
- Pułapki leksykalne. Słownik aproksymatów polsko-chorwackich. Wyd. Śląsk. Katowice 1998, ss. 381.
- Pułapki leksykalne. Słownik aproksymatów polsko-słoweńskich. Wyd. Śląsk. Katowice 1999, ss. 597.
- Gramatyka konfrontatywna języków słowiańskich. T. I. Red. E. Tokarz. Wyd. Śląsk. Katowice 2000, ss.306. (współautor W. Pianka).

### Podręczniki, skrypty
- Slovenščina za Poljake. Kurs podstawowy języka słoweńskiego. Wyd. UŚ. Katowice. 1980, ss.267 (współautor: Tone Pretnar).

### Słowniki
- Mały słownik polsko-macedoński i macedońsko-polski. Wyd. Śląsk. Katowice 2001. ss. 161 (współautor D. Stefanija).
- Słownik chorwacko-polski. Cz. I. (A – O). Wyd. Śląsk. Katowice 2001. ss. 458.

### Studia, rozprawy, artykuły
- Gradacijsko priredje v slovenskem knjižnem jeziku. Jezik in slovstvo XVIII. nr 7-8. Ljubljana 1973, s. 269-275.
- Zdania parataktycznie złożone w języku słoweńskim - projekt binarnej klasyfikacji. Sprawozdania Towarzystwa Naukowego w Toruniu. z. 26. Warszawa - Poznań 1974, s. 87-89.
- Słoweńskie przekłady literatury polskiej. [w:] Przekład artystyczny. T. III. Tłumaczenia literatury polskiej na języki obce. Red. P. Fast. Katowice 1992, s. 69-76.
- Škrabčevi stiki s poljsko kulturo. [w:] Škrabčeva misel. I Zbornik s simpozija ‘94. Red. Z. Jan, J. Toporišič. Nova Gorica 1995, s. 151-159.
- Utopijne teorie językowe u Słowian południowych. [w:] Utopia w językach, literaturach i kulturach Słowian. T. I. Ze świadomości utopijnej w refleksji językowej. Red. E. Tokarz. Wyd. UŚ. Katowice 1997, s. 97-104.
- Nowe języki dawnej Jugosławii. Slava. Debatni list. št. 2. Ljubljana 1996/97, s. 127-134.
- Zmierzch Jugosławii - nowe czasy, nowe języki. [w:] Tematy. Księga jubileuszowa w 70. rocznicę urodzin Profesora Leszka Moszyńskiego. Red. K. Szczęśniak, H. Wątróbska. Wyd. Uniwersytetu Gdańskiego, Gdańsk 1998, s.426-431.

### Wstępy, przedmowy
- Wstęp. [w:] Utopia w językach, literaturach i kulturach Słowian. T. I. Ze świadomości utopijnej w refleksji językowej. Red. E. Tokarz. Wyd. UŚ. Katowice 1997, s. 43.
- Przedmowa. [w:] Język wobec przemian kultury. Red. E. Tokarz. Wyd. UŚ. Katowice 1997, s. 7-8.
- Wstęp [w]: Świat Słowian1. Red. E. Tokarz. Wydawnictwo Akademii Techniczno-Humanistycznej. Bielsko-Biała 2006, s. 4.

### Tłumaczenia
- Cankar, J. Povše: Marcin Żmija. Adaptacja sceniczna w 8 scenach z wprowadzeniem. Warszawa 1977. (tłumaczenie dramatu wspólnie z B. Pikalą-Tokarz).
- J. Povše: Przeżyć swój los. Warszawa 1978. (tłumaczenie dramatu wspólnie z B. Pikalą-Tokarz).